# Kim Young-sam
Kim Young-sam 김영삼 (Geoje-do, 20 dicembre 1927 – Seul, 21 novembre 2015) è stato un politico sudcoreano, presidente della Corea del Sud dal 1993 al 1998.

## Biografia
Ha lanciato un'ondata di riforme anti-corruzione e ha introdotto riforme economiche ad ampio raggio volte ad allentare i regolamenti interni e il codice del lavoro, incoraggiando gli investimenti stranieri e promuovendo la concorrenza. Ha difeso gli interessi dei chaebol introducendo una nuova legislazione sul lavoro. 
Facilita le procedure di licenziamento, mette in discussione la garanzia del posto di lavoro di cui beneficiava una parte dei dipendenti, aumenta l'orario di lavoro legale, che era già molto alto (54,5 ore nel 1996), semplifica la sostituzione dei lavoratori in sciopero con lavoratori temporanei e proibisce la creazione di nuovi sindacati. Queste misure sono state votate in sette minuti il 26 dicembre 1996, durante una sessione segreta del Parlamento, in assenza dell'opposizione eletta. 
I poteri dei servizi segreti furono estesi, con grande dispiacere dei sindacalisti che temevano di essere presi di mira. Per molti aspetti, il suo governo ha ripreso i metodi autoritari dei suoi predecessori. Nel 1997 il numero di sindacalisti imprigionati era pari a quello del periodo della dittatura militare.
Tra novembre 1997 e gennaio 1998, la moneta coreana, il won, si è svalutata del 96,5% rispetto al dollaro americano e nel 1998 il PIL è crollato del 7%.